# Enstatiet
Het mineraal enstatiet met molecuulformule MgSiO3 is een inosilicaat en een pyroxeen. De naam enstatiet komt van het Oudgriekse ἐνστάτης, enstatēs, dat tegenstander of tegenhanger betekent.
Het vormt samen met ferrosiliet Fe2+SiO3 een complete vaste oplossingsreeks. Enstatiet en ferrosiliet zijn veel voorkomende gesteentevormende mineralen in stollings- en metamorfe gesteenten, en ook in meteorieten. De tussenliggende compositie (Mg,Fe)SiO3 met magnesium en ijzer2+ is ook onder de naam hyperstheen bekend, maar deze naam is officieel niet meer in gebruik en vervangen door enstatiet of ferrosiliet.
Enstatiet heeft een orthorombisch kristalstelsel en de kristallen hebben een duidelijke splijting volgens de kristalvlakken [110] en [010]. Enstatiet is wit, grijs, groenig of bruin. De brons-bruine variëteit van enstatiet wordt bronziet genoemd. De hardheid is 5,5 en de massadichtheid is 3,2 kg/l. Enstatiet en de andere orthorombische pyroxenen verschillen van de monokliene mineralen door hun optische eigenschappen zoals uitdoving en pleochroïsme. 
Kristallen enstatiet worden in steen- en ijzermeteorieten gevonden, bijvoorbeeld in een meteoriet die in de buurt van Breitenhach in het Ertsgebergte, Bohemen is neergekomen. Grote kristallen, tot 30 centimeter lengte, worden in schistlagen gevonden met mica die apatietaders doorsnijden in de apatietmijn van Kjorrestad, bij Brevig in het zuiden van Noorwegen. Individuele kristallen worden zelden gevonden, omdat het mineraal in stollingsgesteenten voorkomt of in mantelgesteenten als peridotiet en pyroxeniet. Door verwering van die gesteenten ontstaat het mineraal serpentijn. Kleine kristallen worden in uitvloeiingsgesteenten als trachieten en andesieten gevonden.

## Websites
- Enstatite Mineral Data.
- mindat.org. Enstatite.